# Llista de partits polítics uruguaians
Aquests són els principals partits polítics de l'Uruguai:
|  | Partit polític en català (en castellà)                          | Ideologia                             | Líder                      |
|  | Partit Colorado (Partido Colorado)                              | Centredreta, liberalisme              | Pedro Bordaberry           |
|  | Partit Nacional (Partido Nacional)                              | Nacionalisme, conservadorisme, dreta  | Luis Alberto Lacalle       |
|  | Front Ampli (Frente Amplio)                                     | Socialisme, esquerra                  | Jorge Brovetto             |
|  | Unió Cívica (Unión Cívica)                                      | Conservadorisme, democràcia cristiana | Aldo Lamorte               |
|  | Partit Independent (Partido Independiente)                      | Socialdemocràcia, centreesquerra      | Pablo Mieres               |
|  | Partit Socialista de l'Uruguai (Partido Socialista del Uruguay) | Socialisme                            | Reinaldo Gargano Ostuni    |
|  | Partit Comunista de l'Uruguai (Partido Comunista del Uruguay)   | Comunisme                             | Eduardo Lorier             |
|  | Partit dels Treballadors (Partido de los Trabajadores)          | Comunisme, socialisme, trotskisme     | Rafael Fernández Rodríguez |
|  | Partit Liberal (Partido Liberal)                                | Liberalisme                           | Jorge Borlandelli          |
|  | Partit COMUNA (Partido COMUNA)                                  | Anticapitalisme                       | Mario Rossi Garretano      |
|  | Quatre Punts Cardinals (Cuatro Puntos Cardinales)               | Centre                                | Alejandro Sánchez          |